# UCI ProTour 2010
UCI ProTour 2010 er den sjette sæson af UCI's ProTour.
Serien består af 18 cykelløb på landevej.

## Hold
Senest opdateret 1. juni 2012.
| UCI-kode | Holdnavn           |
| -------- | ------------------ |
| ALM      | Ag2r-La Mondiale   |
| AST      | Astana Pro Team    |
| GCE      | Caisse d'Epargne   |
| EUS      | Euskaltel-Euskadi  |
| FOT      | Fuji-Servetto      |
| FDJ      | Française des Jeux |
| GRM      | Garmin-Transitions |
| LIQ      | Liquigas-Doimo     |
| SIL      | Omega Pharma-Lotto |
| QST      | Quick Step         |
| RAB      | Rabobank           |
| SKY      | Team Sky           |
| THR      | Team HTC-Columbia  |
| KAT      | Team Katusha       |
| MRM      | Team Milram        |
| RSH      | Team RadioShack    |
| SAX      | Team Saxo Bank     |

## Løb
Senest opdateret 26. december 2009 .
| Datoer           | Løb                                            | Vinder | ProTour førertrøjen |
| ---------------- | ---------------------------------------------- | ------ | ------------------- |
| 19.–24. januar   | Tour Down Under                                |        |                     |
| 22.–28. marts    | Volta Ciclista a Catalunya                     |        |                     |
| 28. marts        | Gent-Wevelgem                                  |        |                     |
| 4. april         | Ronde van Vlaanderen                           |        |                     |
| 5.–10. april     | Vuelta Ciclista al Pais Vasco                  |        |                     |
| 18. april        | Amstel Gold Race                               |        |                     |
| 27. april–2. maj | Tour de Romandie                               |        |                     |
| 6.–13. juni      | Critérium du Dauphiné Libéré                   |        |                     |
| 12.–20. juni     | Tour de Suisse                                 |        |                     |
| 31. juli         | Clasica Ciclista San Sebastian - San Sebastian |        |                     |
| 1.–7. august     | Tour de Pologne                                |        |                     |
| 15. august       | Vattenfall Cyclassics                          |        |                     |
| 17.–24. august   | Eneco Tour                                     |        |                     |
| 22. august       | GP Ouest France - Plouay                       |        |                     |
| 10. september    | Grand Prix Cycliste de Québec                  |        |                     |
| 12. september    | Grand Prix Cycliste de Montréal                |        |                     |